# Wahlbach (Hunsrück)
Wahlbach ist eine Ortsgemeinde im Rhein-Hunsrück-Kreis in Rheinland-Pfalz. Sie gehört der Verbandsgemeinde Simmern-Rheinböllen an. Die Gemeinde hat etwa 160 Einwohner und besitzt eine Gesamtfläche von 434 ha, davon sind 172 ha Wald.

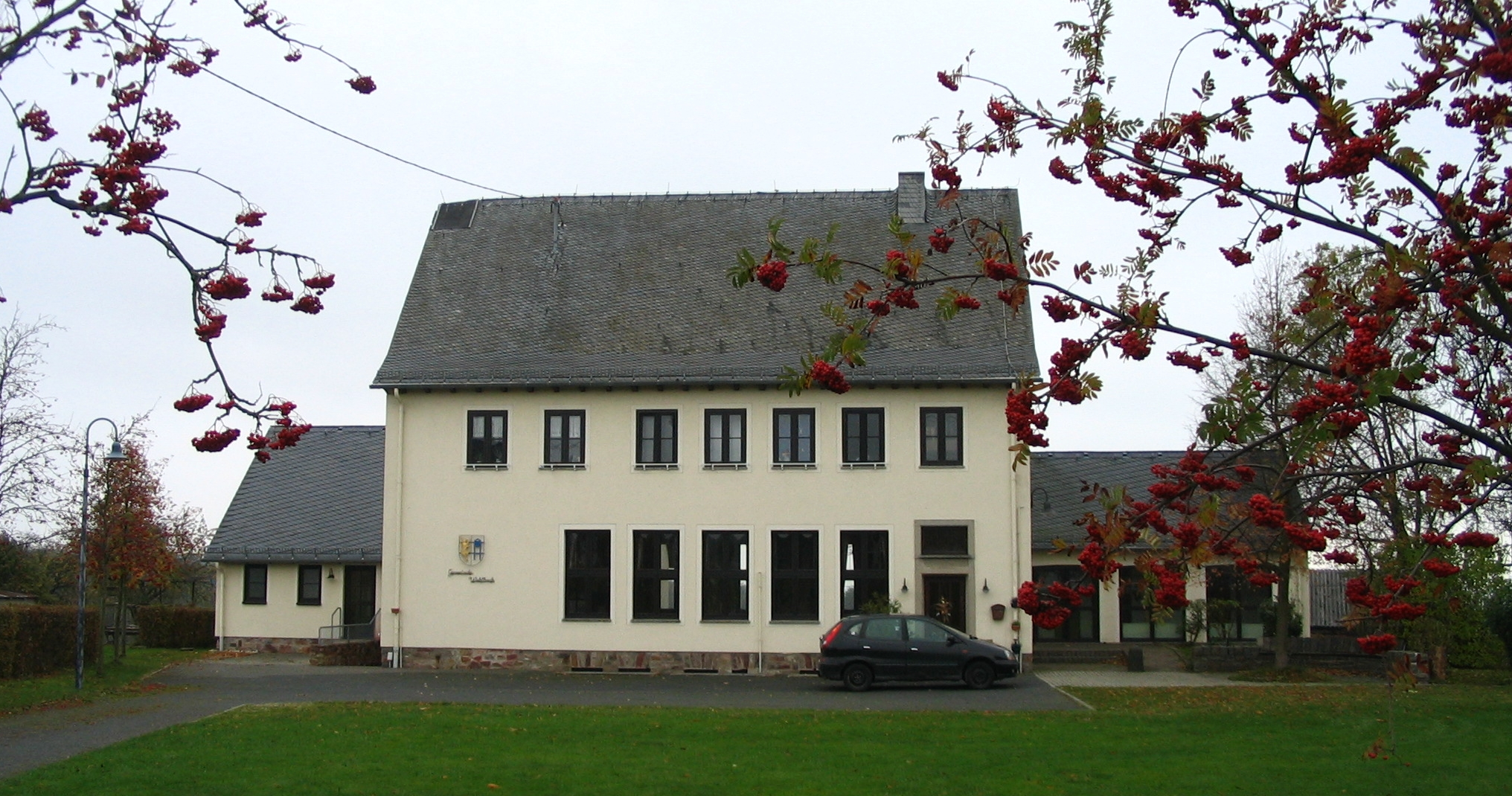
Gemeindehaus am Dorfrand

## Lage
Das Gemeindegebiet erstreckt sich auf mehrere Hügel und liegt im Durchschnitt auf 433 m ü. NHN. Wahlbach liegt etwa 4 km westlich von Rheinböllen und der Bundesautobahn 61. Nach Süden sind es circa 2 km bis Argenthal und nach Simmern im Westen gut 4 km. Im Norden von Wahlbach befinden sich die Gemeinden Benzweiler, Rayerschied und Pleizenhausen.
Zu Wahlbach gehören auch die Wohnplätze Hoffmannsmühle und Wendelinushof.

## Nachbarorte
| Pleizenhausen | Rayerschied                                 | Benzweiler |
| Altweidelbach | Kompassrose, die auf Nachbargemeinden zeigt | Mörschbach |
| Mutterschied  | Argenthal                                   | Schnorbach |

## Geschichte
Grabhügelfunde deuten auf eine frühe Besiedelung hin. Die erste gesicherte urkundliche Erwähnung der Ortschaft erfolgte 1158. Bereits 1135 wird der Adlige Embricho von Wahlbach urkundlich genannt. Diese Urkunde ist eine Fälschung von Georg Friedrich Schott. Nach dem Ort nannte sich ein edelfreies Adelsgeschlecht, das kurz nach 1258 ausgestorben ist. Möglicherweise handelt es sich bei den Resten einer Motte bei Mörschbach um deren Stammburg.
Später gehörte der Ort zum pfalzgräflichen „neuen Gericht“, das 1410 dem neuen Herzogtum Pfalz-Simmern-Zweibrücken zugeschlagen wurde. Das Herzogtum führte 1556 die Reformation ein. 1673 kam der Ort wieder zur Kurpfalz und wurde mit der Besetzung des Linken Rheinufers 1794 durch französische Revolutionstruppen Teil von Frankreich. 1815 wurde er auf dem Wiener Kongress dem Königreich Preußen zugeordnet. Nach dem Ersten Weltkrieg war der Ort zeitweise französisch besetzt. Nach dem Zweiten Weltkrieg wurde Wahlbach 1946 innerhalb der französischen Besatzungszone Teil des damals neu gebildeten Landes Rheinland-Pfalz.
Statistik zur Einwohnerentwicklung
Die Entwicklung der Einwohnerzahl der Gemeinde Wahlbach, die Werte von 1871 bis 1987 beruhen auf Volkszählungen:
| Jahr | Einwohner |
| ---- | --------- |
| 1815 | 157       |
| 1835 | 131       |
| 1871 | 216       |
| 1905 | 209       |
| 1939 | 209       |
| 1950 | 209       |
| 1961 | 211       |

| Jahr | Einwohner |
| ---- | --------- |
| 1970 | 210       |
| 1987 | 146       |
| 1997 | 155       |
| 2005 | 157       |
| 2011 | 168       |
| 2017 | 177       |
| 2024 | 187       |

## Politik

### Bürgermeister
Alexandra Krebs wurde am 21. April 2021 Ortsbürgermeisterin von Wahlbach. Bei der Direktwahl am 14. März 2021 war sie mit einem Stimmenanteil von 75,0 % gewählt worden. Sie wurde im Juni 2024 wiedergewählt.
Krebs ist Nachfolgerin von Volker Mayer. Seit 2014 im Amt, war er im Oktober 2020 verstorben. Zuletzt bei der Kommunalwahl am 26. Mai 2019 war er mit einem Stimmenanteil von 76,58 % in seinem Amt bestätigt worden.

## Sehenswürdigkeiten
In der Denkmalliste des Landes Rheinland-Pfalz (Stand: 2025) sind folgende Kulturdenkmäler ausgewiesen:
- Brunnen mit Schwengelpumpe und Becken aus Gusseisen in der Dorfstraße (2. Hälfte 19. Jahrhundert)
- Fuchsenmühle, ein Fachwerkhaus (wohl 18. Jahrhundert) in der Gemarkung westlich des Ortes

Siehe auch: Liste der Kulturdenkmäler in Wahlbach

## Infrastruktur
Das Gemeindehaus in der ehemaligen Schule befindet sich am Rand des Ortes. Im Oberdorf steht der Glockenturm. Dort kreuzen sich die beiden Kreisstraßen 50 und 52.